# زبان آذری
زبان آذَری باستان یا پارسی آذَری یا پَهْلَوی آذَری زبانی است از خانوادهٔ زبان‌های ایرانی غربی که در بخش آذربایجان (آتورپاتکان) و زنجان پیش از گسترش زبان ترکی رایج بوده است و امروزه گسترهٔ آن محدود شده است. بیشتر دانشمندان ایران‌شناس، در بازگویی ریشهٔ تاریخی این زبان آن را آریایی دانسته که تاریخ‌دانان و جغرافی‌نویسان اسلامی نیز آن را «پارسی آذری»، «پهلوی آذری» و «آذری» خوانده‌اند. برخی زبان شناسان بر این باورند که زبان‌های تاتی جنوبی در اطراف تاکستان مانند گویش‌های هرزندی و کرنگانی، بازماندگان این زبان هستند. افزون بر این، زبان آذری باستان نزدیکی زیادی با زبان تالشی و زبان زازایی داشته است. هر دو زبان زازا و تالشی از بقایای آذری قدیم به‌شمار می‌روند. والتر هنینگ، زبان‌شناس و ایران‌شناس آلمانی، نشان داد که هرزندی دارای بسیاری از ویژگی‌های زبانی مشترک با تالشی و زازا است و هرزندی را بین تالشی و زازا قرار داد.

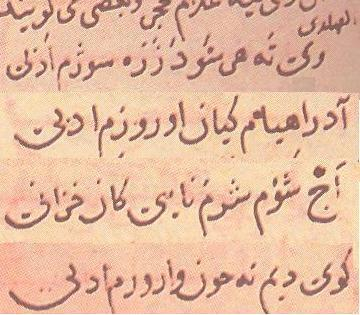
نمونه‌ای از سروده‌های فهلوی-آذری برگرفته از کتاب سفینهٔ تبریز

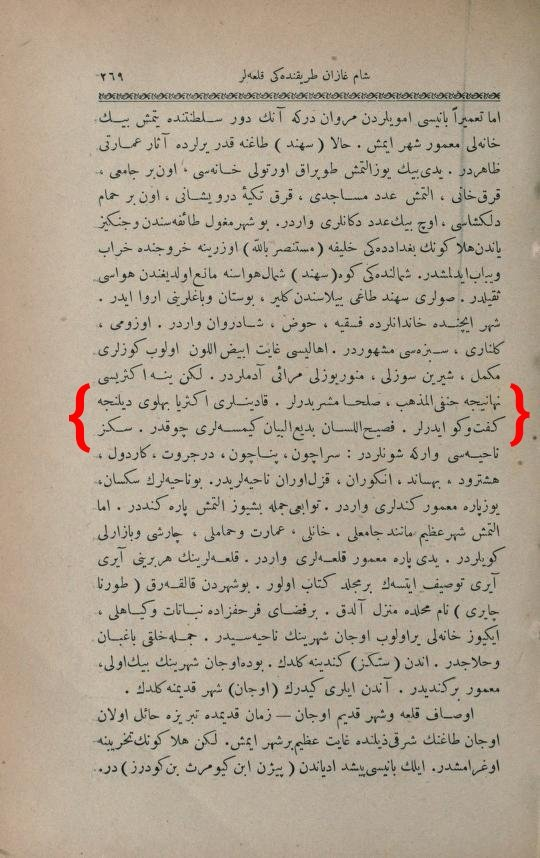
صفحه‌ای از سیاحت‌نامه اولیا چلبی، جهان‌گرد عثمانی که به شیوعِ زبانِ آذری در میانِ زنانِ شهرِ مراغه در قرن دهم هجری قمری می‌پردازد.

هر چند که مطالعه بر روی این زبان پیشینهٔ درازایی در نزد خاورشناسان غربی دارد، ولی احمد کسروی نخستین پژوهش گسترده دربارهٔ آن را در ایران انجام داد. احمد کسروی، تاریخ‌نویس ایرانی، در کتاب آذری یا زبان باستان آذربایجان نمونه‌هایی از این زبان و پیوند آن را با زبان تاتی نشان داد. زبان‌شناسان با اشاره به وجود زبان‌های تاتی و هرزنی در چندین روستای آذربایجان شرقی، اردبیل، نمین، خلخال (کلور)، عنبران، پیله‌رود و مین‌آباد آن‌ها را از بقایای آن زبان باستانی می‌داند. همچنین این زبان به زبان تالشی نزدیک است.
زبان «آذری»، یکی از شاخه‌های زبان پهلوی است که پس از حملهٔ عرب‌ها و هجوم اقوام ترک همچنان به زندگی خود ادامه داده است؛ ولی با پا گرفتن زبان ترکی در آن دیار، رفته‌رفته زبان «آذری» رو به سستی و فراموشیدگی نهاده است. گو این که هنوز در پاره‌ای از روستاها و بخش‌های آذربایجان نقشی و نشانی از آن باقی است.
امروزه نیز برخی زبان‌شناسان و پژوهشگران زبانی، نامِ آذری را به نام زبانِ تاتی ایران و لهجه‌های مختلف آن (لهجه‌های هرزندی و کرینگانی در شمال غرب، شاهرودی، شالی، کجلی و … در خلخال و طارم، تاکستانی، ابراهیم‌آبادی، اشتهاردی و… در قزوین) ترجیح می‌دهند و در آثار خود، هنگام بررسی زبان تاتی ایران، به جای نام تاتی، از نام «آذری» به عنوان یکی از زبان‌های ایرانی شمال غربی استفاده می‌کنند.
زبان آذری زبان باستانی سرزمین آذربایجان و زبانی از خانواده زبان‌های هندوایرانی است و ارتباطی با زبان ترکی آذربایجانی ندارد.

## در تاریخ
اشتراک گویش‌های مناطق یاد شده در یک دسته از ویژگی‌های آوایی و صوفی و نحوی. وابستگی آن‌ها را با شاخهٔ معینی از زبان‌های ایرانی شمال باختری مسلم می‌سازد. این شاخه را می‌توان ادامهٔ زبان مادی باستان نامید.

### زبان آذری در نوشته‌های مورخان و جغرافی‌دانان اسلامی

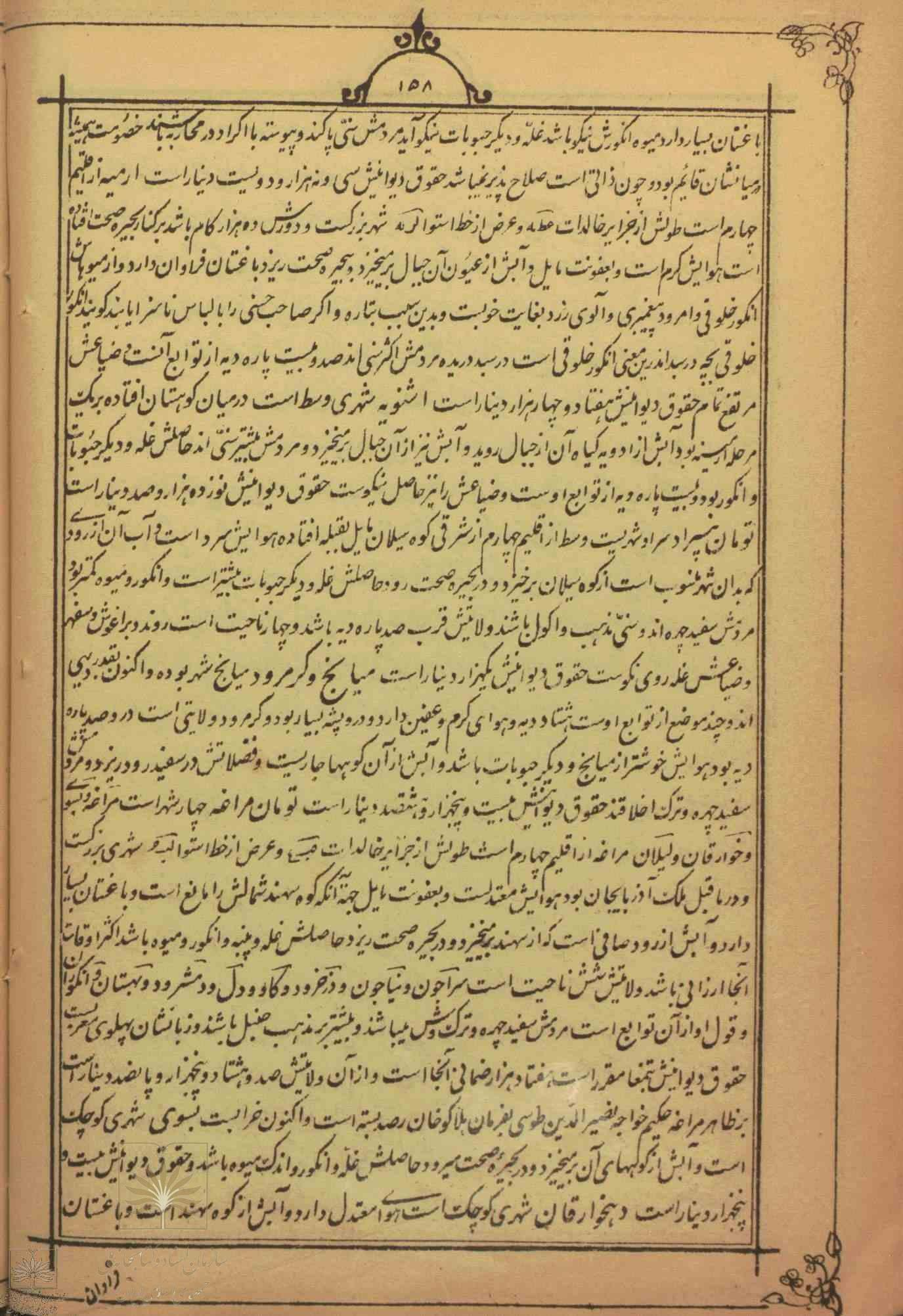
برگی از نزهه‌القلوب (به قلم حمدلله مستوفی که در زمان قاجار به سفارش میرزا محمد ملک‌الکتاب شیرازی چاپِ دوباره شده است) که زبان اهالی مراغه را پهلویِ معرب می‌داند.

منابع مسلمانان که به زبان آذری باستان اشاره کرده‌اند:
1. کهن‌ترین منبع دربارهٔ زبان آذری باستانی قول ابن ندیم است که در الفهرست نقل شده است. به گفتهٔ ابن ندیم زبان مردم آذربایجان پهلوی (الفهلویه) است منسوب به پهله (فهله) یعنی سرزمینی که شامل ری و اصفهان و همدان و ماه نهاوند و آذربایجان بوده است.[۹] پهلوی در اینجا به معنای پارتی (اشکانیان) یا باقی‌ماندهٔ لهجهٔ پارتی در زاگرس مرکزی و شمالی است.[۱۰]
2. همین گفتهٔ ابن مقفع را حمزهٔ اصفهانی (به نقل یاقوت حمودی) و خوارزمی نیز نقل کرده‌اند.[۹]
3. مورخ دیگری که به این زبان بدون ذکر نام آن اشاره کرده بلاذُری است که کلمهٔ «حسان» به معنی «حائر» یعنی منزل و کاروانسرا را از کلام اهل آذربایجان نقل کرده است. این کلمه همان کلمهٔ «خان» به معنی کاروانسراست که در متون فارسی به کار رفته است.[۹]
4. اما دومین مؤلفی که پس از ابن مقفع از کلمهٔ آذری یاد کرده یعقوبی است، که کتاب خود را در ۲۷۸ه‍.ق/۸۹۱م. تألیف کرده است. این مؤلف آذری (آذریّه) را به عنوان صفت در مورد مردم آذربایجان به کار برده است.[۹]
5. مؤلف دیگری که از زبان آذری باستان نام برده مسعودی (د ۳۴۶ه‍.ق/۹۵۷م) است که در ۳۱۴ه‍.ق/۹۲۶ از تبریز دیدار کرده است. این مؤلف از میان زبان‌های ایرانی پهلوی، دری و آذری را ذکر کرده است که گویا به نظر او مهم‌ترین زبان‌ها و گویش‌های ایرانی بوده‌اند.[۹]
6. پس از مسعودی، حمزه اصفهانی (پس از ۳۵۰ه‍.ق/۹۶۱م) است که به نقل از یک ایرانی نومسلمان به نام زرتشت‌بن آذرخور معروف به ابوجعفر محمدبن مؤبد متوکلی در میان زبان‌های پنجگانهٔ ایرانی از زبان پهلوی یاد می‌کند و آن را منسوب به پهله می‌داند، که شامل ۵ شهر اصفهان، ری، همدان، ماه نهاوند و آذربایجان است.[۹]
7. مؤلف دیگری که بعد از حمزهٔ اصفهانی از زبان آذربایجان و ایرانی بودن آن سخن گفته است، ابواسحاق ابراهیم اصطخری است که کتاب خود المسالک و الممالک را در پایان نیمهٔ اول سدهٔ ۴ه‍.ق/۱۰م نوشته است. اصطخری به‌روشنی زبان مردم آذربایجان و ارمنستان (بجز اردبیل و پیرامون آن) و اران را ایرانی (الفارسیه) ذکر می‌کند و زبان مردم بردعه را ارانی می‌داند.[۹]
8. مؤلف بعدی ابوالقاسم محمدبن حوقل (بعد از ۳۷۸ه‍.ق/۹۸۸م) است که اساس مطالب خود را از اصطخری گرفته و دربارهٔ زبان مردم آذربایجان و ارمنستان و زبان مردم بردعه همان مطالب اصطخری را تکرار کرده است.[۹] وی در سفرنامهٔ خود ذکر می‌کند که «زبان مردم آذربایجان و بیشتر مردم ارمینیه فارسی است، و عربی نیز میان ایشان رواج دارد و از بازرگانان و صاحبان املاک کم‌تر کسی است که به فارسی سخن گوید و عربی را نفهمد و بدین زبان فصیح سخن نگوید، و طوایفی از اطراف ارمینیه و مانند آن به زبان‌های دیگری شبیه به ارمنی سخن می‌گویند.»[۱۱]
9. ابوعبداللّه بَشّاری مقدسی مؤلف دیگری است که در سدهٔ ۴ه‍.ق/۱۰م از زبان مردم آذربایجان سخن گفته است. او در سخن از اقلیم رِحاب که در نوشتهٔ او شامل آذربایجان و اران و ارمنستان می‌شود، می‌گوید زبانشان خوب نیست و فارسی آن‌ها مفهوم است و در حروف به فارسی خراسانی شبیه است و در جای دیگر می‌گوید زبان آذربایجان بعضی دری است و بعضی منغلق (یعنی پیچیده) که گویا غرضش تمیز میان زبان عام رسمی (فارسی دری) و گویش‌های محلی است.[۹]
10. داستانی که سمعانی دربارهٔ ابوزکریا خطیب تبریزی (د ۵۰۲ه‍.ق/۱۱۰۹م) و استادش ابوالعلاء معری آورده، مؤبد رواج زبان آذری در آذربایجان در قرن ۵ق/۱۱م است. براساس این داستان روزی خطیب تبریزی در معرّه‌النعمان در مسجد نزد استاد خود بوده که یکی از همشهریان او به مسجد وارد شده است. خطیب با زبان خود با او صحبت کرده و سپس که استادش دربارهٔ این زبان از او پرسیده گفته است این زبان «اَذْرَبیّه» نامیده می‌شود.[۹]
11. حمداللّه مستوفی در نزهه‌القلوب (تألیف در ۷۴۰ق/۱۳۳۹م) زبان زنگان و مراغه و گشتاسفی را پهلوی ذکر می‌کند. تا سده پنجم در همهٔ مأخذی که از زبان آذربایجان یاد شده به جز بلاذری که یک کلمه از این زبان نقل کرده بقیه فقط اشاره به نام این زبان دارند و نمونه‌هایی از این زبان به دست داده نشده است.[۹]
12. در نیمهٔ اول سدهٔ ۵ه‍.ق/۱۱م ابومنصور موفق‌الدین هروی در الابنیه عن حقائق‌الادویه کلمهٔ «کلول» به معنی خُلّر را از این زبان نقل کرده و بعد از او اسدی و شاگردانش که در آذربایجان می‌زیسته‌اند در لغت فرس واژهای بسیاری از زبان آذری باستان نقل کرده‌اند.[۹]
13. در قرن ۷ق/۱۳م یاقوت حموی دربارهٔ آذری می‌گوید: «مردم آذربایجان زبانی دارند که آن را آذری (الاَذریه) می‌نامند. برای دیگران مفهوم نیست».[۹]